# موج شوک (کمیک)
موج شوک (به انگلیسی: Shockwave) یک شخصیت تخیلی و ابرتبه‌کارانه در کتاب‌های کامیک می‌باشد. این کاراکتر به دست تام ساتون، داگ موئنچ و پائول گولاسی خلق شده و در استاد کنگ‌فو شماره ۴۲ام (ژوئیه ۱۹۷۶) معرفی شد.
وی همچنین عضو گروه‌های خلافکارانه‌ای چون ام‌آی۶، شیلد، استادان شیطان و فرقه خنجر طلایی است.
جدا از کتاب‌های کامیک، شرکت مارول از موج شوک در دیگر کالاهای خود از جمله پوشاک، اسباب‌بازی، ورق بازی، انیمیشن‌های تلویزیونی و بازی‌های رایانه‌ای استفاده کرده است.